# Тихие палисады
«Тихие палисады» (англ. Pacific Palisades) — французский фильм Бернарда Шмитта.

## Сюжет
Француженка отправляется в Лос-Анджелес, чтобы работать официанткой, но, как выясняется, её никто не ждал. На чужбине она влюбляется в приятеля своей новой подруги…

## Создатели картины

### В ролях
- Софи Марсо — Бернадет
- Тони Бэзил — Дэзире
- Виржиния Каперс — Ширли
- Анн Е. Карри — Лиза
- Вирджил Фрай
- Сидни Лэссик — мистер Бир

### Съёмочная группа
- Режиссёр: Бернар Шмит
- Сценаристы: Бернар Шмит, Марион Верну
- Композиторы: Жан-Жак Гольдман, Ролан Романелли